# 加藤義昌
加藤 義昌（かとう よしあき、1965年8月24日 - ）は、京都府出身の元オートバイ・ロードレースライダー。1993年全日本ロードレース選手権GP125チャンピオン。

## 主な戦績
- 1987年 - SP忠男レーシング加入。永井康友のペアライダーとしてSP忠男レーシングに加入。鈴鹿4時間耐久ロードレース6位（永井康友）
- 1988年 - ノービスクラス。
- 鈴鹿選手権ノービス250cc チャンピオン。
- 筑波選手権ノービス250cc チャンピオン。
- 菅生選手権ノービス250cc ランキング2位。
- 鈴鹿4時間耐久ロードレース予選1位、決勝6位（新井充)。
- 1989年 - ジュニア昇格。全日本選手権ジュニアGP250 ランキング4位（2勝）。
- 1990年 - 国際A級昇格 国際A級250cc、とF3クラスに参戦。全日本選手権GP250 ランキング28位。全日本選手権TT-F3クラス ランキング2位(2勝)。鈴鹿8時間耐久ロードレース（OVERレーシングより参戦) エンジントラブルによりリタイヤ（高橋勝義)。
- 1991年 - 国際A級250cc、とTT-F3クラスに参戦、全日本選手権GP250 ランキング9位(1勝)。全日本選手権TT-F3クラス ランキング3位(2勝)。鈴鹿4時間耐久ロードレース予選1位、リタイヤ（茨木茂)。
- 1992年 - 国際A級250cc。 シーズン途中で参戦中止。

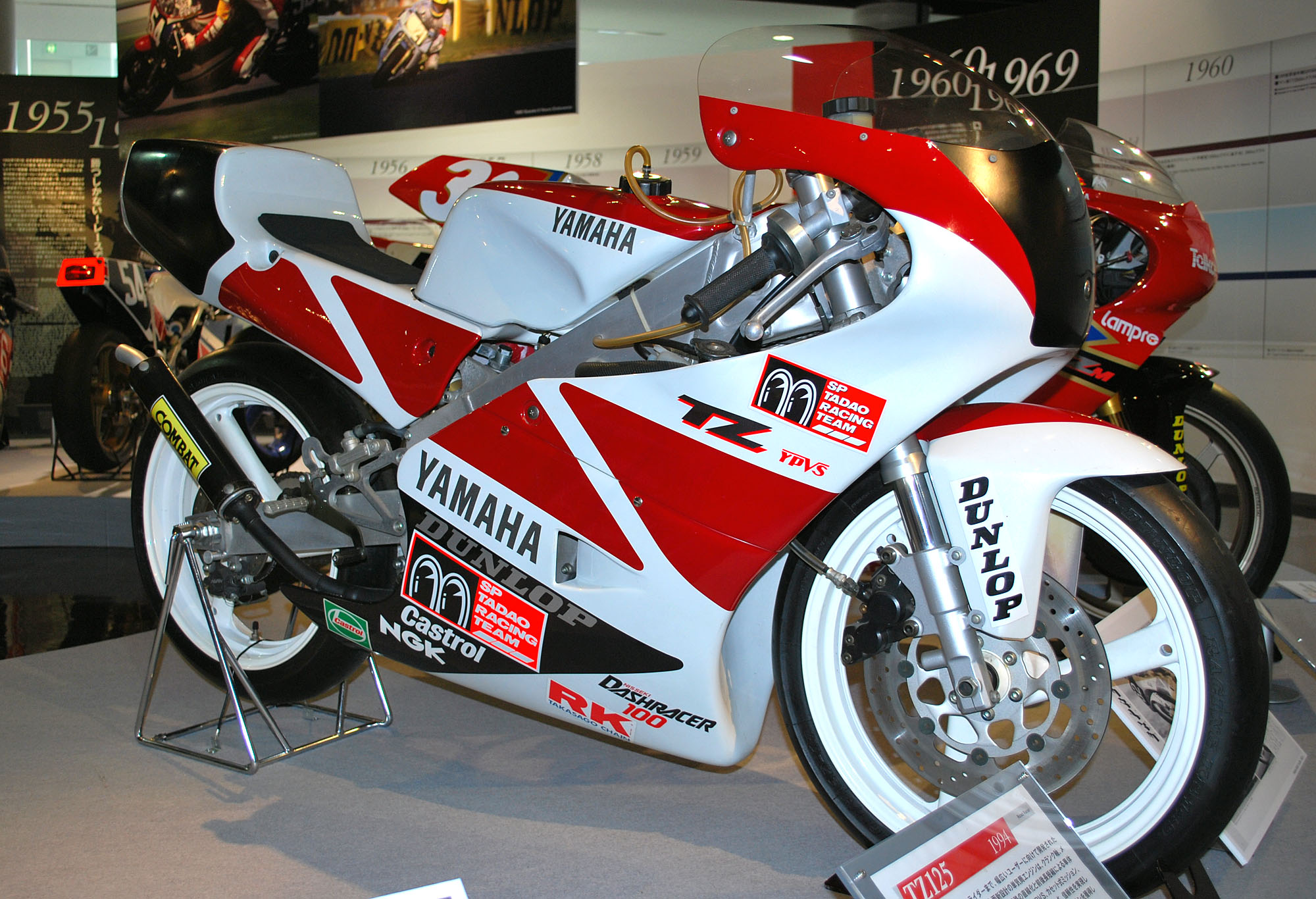
加藤が開発したTZ125 (1994年型)

- 1993年 - ヤマハワークス加入、GP125に参戦。シーズン11戦中10戦に参加、6勝を上げチャンピオン獲得(1位6回、2位2回、3位1回、4位1回)
- 1994年 - 世界選手権ロードレースGP125参戦開始、スペインの TEAM ASPAR より参戦。シーズン中度重なる怪我。
- 1995年 - 世界選手権ロードレースGP125、スペインの TEAM ASPAR より参戦
- 1996年 - 世界選手権ロードレースGP125、ドイツの TEAM KURZ より参戦
- 1997年 - 世界選手権ロードレースGP125、イタリアの TEAM Semprucci より参戦。ランキング13位(最高成績2位)
- 1998年 - 世界選手権ロードレースGP125、イタリアの TEAM Semprucci より参戦。この年をもって世界選手権ロードレースを引退した。